# Reza Ghuczanneżad
Reza Ghuczanneżad, Reza Ghoochannejhad (ur. 20 września 1987 w Meszhedzie) – irański piłkarz grający na pozycji napastnika.

## Kariera klubowa
Ghuczanneżad wyemigrował do Holandii jako dziecko i tu rozpoczynał profesjonalną karierę piłkarską. Przez kilka lat występował w holenderskich klubach, takich jak Sc Heerenveen, Go Ahead Eagles, FC Emmen i SC Cambuur. W 2011 roku podpisał trzyletni kontrakt z Sint-Truidense VV. W styczniu 2013 roku przeniósł się jednak do Standard Liège, z którym podpisał 3,5-letni kontrakt. Następnie grał w Charlton Athletic, z którego był wypożyczony do Al Kuwait i Al-Wakrah. W 2016 wrócił do Heerenveen.

## Kariera reprezentacyjna
W reprezentacji Iranu zadebiutował 16 października 2012 roku w meczu eliminacji mistrzostw świata z Koreą Południową. Na boisku przebywał do 73 minuty.